# 이마이 마사타카
이마이 마사타카(일본어: 今井 雅隆, 1959년 4월 2일 ~ )는 일본의 전 축구 선수, 감독이다.

## 구단 경력
1982년 일본 사커 리그의 혼다 기연에 입단하였다. 1990년까지 115경기에 출전했다. 1990년후 현역 은퇴.

## 지도자 경력
2001년 필리핀 국가대표팀의 감독으로 취임하였다. 2002년 아비스파 후쿠오카의 감독으로 취임하였다. 2003년부터 2004년까지 마카오 국가대표팀에서 감독을 맡았다.